# Campeonato Africano de Atletismo de 2016 - 200 m feminino
A prova dos 200 metros feminino do Campeonato Africano de Atletismo de 2016 foi disputada entre os dias 25 e 26 de junho no Kings Park Stadium  em Durban,  na África do Sul. Participaram da prova 37 atletas sendo que 35 concluíram a prova na fase inicial. 

## Recordes
Antes desta competição, os recordes mundiais e do campeonato nesta prova eram os seguintes:
|                       | Nome                     | Nacionalidade  | Tempo  | Local   | Data                   |
| --------------------- | ------------------------ | -------------- | ------ | ------- | ---------------------- |
| Recorde mundial       | Florence Griffith Joyner | Estados Unidos | 21s 34 | Seul    | 29 de setembro de 1988 |
| Recorde do campeonato | Falilat Ogunkoya         | Nigéria        | 22s 22 | Dakar   | 22 de agosto de 1998   |
| Recorde africano      | Mary Onyali              | Nigéria        | 22s 07 | Zurique | 14 de agosto de 1996   |

## Medalhistas
| Ouro                     | Prata               | Bronze          |
| Marie Josée Ta Lou (CIV) | Alyssa Conley (RSA) | Gina Bass (GAM) |

## Cronograma
Todos os horários são locais (UTC+2). 
| Data        | Hora  | Evento    |
| ----------- | ----- | --------- |
| 25 de junho | 09:30 | Bateria   |
| 25 de junho | 17:40 | Semifinal |
| 26 de junho | 17:30 | Final     |

## Resultados

### Bateria
Qualificação: 4 atletas de cada bateria (Q) mais os 4 melhores qualificados (q).
| Posição | Bateria | Atleta                   | Nacionalidade                  | Tempo | Notas            |
| ------- | ------- | ------------------------ | ------------------------------ | ----- | ---------------- |
| 1       | 5       | Gina Bass                | Gâmbia                         | 23.14 | Q                |
| 2       | 4       | Marie Josée Ta Lou       | Costa do Marfim                | 23.22 | Q                |
| 3       | 1       | Justine Palframan        | África do Sul                  | 23.45 | Q                |
| 4       | 2       | Alyssa Conley            | África do Sul                  | 23.52 | Q                |
| 5       | 2       | Phumlile Ndzinisa        | Essuatíni                      | 23.67 | Q                |
| 6       | 4       | Ada Udaya                | Libéria                        | 23.75 | Q                |
| 7       | 3       | Janet Amponsah           | Gana                           | 23.76 | Q                |
| 8       | 3       | Tamzin Thomas            | África do Sul                  | 23.92 | Q                |
| 9       | 1       | Leungo Matlhaku          | Botswana                       | 23.99 | Q                |
| 10      | 2       | Marcelle Bouele Bondo    | República do Congo             | 24.04 | Q                |
| 11      | 5       | Eunice Kadogo            | Quênia                         | 24.05 | Q                |
| 12      | 3       | Parfaite Gaha            | Costa do Marfim                | 24.11 | Q                |
| 13      | 2       | Adeline Gouenon          | Costa do Marfim                | 24.23 | Q                |
| 13      | 3       | Tegest Tamangu           | Etiópia                        | 24.23 | Q                |
| 13      | 5       | Flings Owusu-Agyapong    | Gana                           | 24.23 | Q                |
| 16      | 3       | Rhoda Njobvu             | Zâmbia                         | 24.35 | q                |
| 17      | 1       | Aurélie Alcindor         | Ilhas Maurícias                | 24.42 | Q                |
| 18      | 2       | Josephine Anokye         | Gana                           | 24.51 | q                |
| 18      | 4       | Assia Raziki             | Marrocos                       | 24.51 | Q                |
| 20      | 1       | Natacha Ngoye Akamabi    | República do Congo             | 24.54 | Q                |
| 21      | 5       | Germaine Abessolo Bivina | Camarões                       | 24.73 | Q                |
| 22      | 4       | Millicent Ndoro          | Quênia                         | 24.75 | Q                |
| 23      | 2       | Joanilla Janvier         | Ilhas Maurícias                | 24.81 | q                |
| 24      | 4       | Ontiretse Molapisi       | Botswana                       | 24.96 | q                |
| 25      | 1       | Hafsathu Kamara          | Serra Leoa                     | 24.99 |                  |
| 26      | 3       | Mary Chepkoech           | Quênia                         | 25.05 |                  |
| 27      | 4       | Tsitsi Mahachi           | Zimbabwe                       | 25.38 |                  |
| 28      | 3       | Mildred Gamba            | Uganda                         | 25.43 |                  |
| 29      | 4       | Prenam Pesse             | Togo                           | 25.62 |                  |
| 30      | 5       | Eveline Sanches          | Cabo Verde                     | 25.73 |                  |
| 31      | 5       | Yvonne Thomas            | Zimbabwe                       | 25.89 |                  |
| 32      | 1       | Sukoluhle Mlalazi        | Zimbabwe                       | 26.13 |                  |
| 33      | 2       | Viola Lado               | Sudão do Sul                   | 26.95 | Recorde nacional |
| 34      | 5       | Margret Hassan           | Sudão do Sul                   | 27.61 |                  |
| 35      | 5       | Rachel Zenzo             | República Democrática do Congo | 28.25 |                  |
| 36      | 1       | Murielle Ahouré          | Costa do Marfim                | DNS   |                  |
| 36      | 2       | Amal Mohamed Bashir      | Somália                        | DNS   |                  |

### Semifinal
Qualificação: 2 atletas de cada bateria  (Q) mais os  2 melhores qualificados (q). 
| Posição | Bateria | Atleta                   | Nacionalidade      | Tempo | Notas |
| ------- | ------- | ------------------------ | ------------------ | ----- | ----- |
| 1       | 2       | Marie Josée Ta Lou       | Costa do Marfim    | 22.89 | Q     |
| 2       | 1       | Alyssa Conley            | África do Sul      | 23.02 | Q     |
| 3       | 1       | Gina Bass                | Gâmbia             | 23.31 | Q     |
| 4       | 3       | Justine Palframan        | África do Sul      | 23.37 | Q     |
| 5       | 2       | Janet Amponsah           | Gana               | 23.54 | Q     |
| 6       | 2       | Leungo Matlhaku          | Botswana           | 23.80 | q     |
| 6       | 3       | Ada Udaya                | Libéria            | 23.80 | Q     |
| 8       | 3       | Adeline Gouenon          | Costa do Marfim    | 23.96 | q     |
| 9       | 2       | Marcelle Bouele Bondo    | República do Congo | 23.99 |       |
| 10      | 3       | Eunice Kadogo            | Quênia             | 24.04 |       |
| 11      | 1       | Parfaite Gaha            | Costa do Marfim    | 24.23 |       |
| 12      | 1       | Aurélie Alcindor         | Ilhas Maurícias    | 24.23 |       |
| 13      | 2       | Assia Raziki             | Marrocos           | 24.31 |       |
| 13      | 3       | Josephine Anokye         | Gana               | 24.31 |       |
| 15      | 3       | Germaine Abessolo Bivina | Camarões           | 24.42 |       |
| 16      | 2       | Tegest Tamangu           | Etiópia            | 24.45 |       |
| 17      | 1       | Rhoda Njobvu             | Zâmbia             | 24.50 |       |
| 18      | 2       | Joanilla Janvier         | Ilhas Maurícias    | 24.83 |       |
| 19      | 3       | Natacha Ngoye Akamabi    | República do Congo | DNF   |       |
| 19      | 3       | Phumlile Ndzinisa        | Essuatíni          | DNF   |       |
| 20      | 1       | Flings Owusu-Agyapong    | Gana               | DNS   |       |
| 20      | 1       | Millicent Ndoro          | Quênia             | DNS   |       |
| 20      | 1       | Ontiretse Molapisi       | Botswana           | DNS   |       |
| 20      | 2       | Tamzin Thomas            | África do Sul      | DNS   |       |

### Final
| Posição           | Raia | Atleta             | Nacionalidade   | Tempo | Notas |
| ----------------- | ---- | ------------------ | --------------- | ----- | ----- |
| Medalha de ouro   | 5    | Marie Josée Ta Lou | Costa do Marfim | 22.81 |       |
| Medalha de prata  | 4    | Alyssa Conley      | África do Sul   | 22.84 |       |
| Medalha de bronze | 3    | Gina Bass          | Gâmbia          | 22.92 |       |
| 4                 | 6    | Justine Palframan  | África do Sul   | 23.22 |       |
| 5                 | 8    | Janet Amponsah     | Gana            | 23.45 |       |
| 6                 | 7    | Ada Udaya          | Libéria         | 23.67 |       |
| 7                 | 1    | Leungo Matlhaku    | Botswana        | 24.18 |       |
| 8                 | 2    | Adeline Gouenon    | Costa do Marfim | DNS   |       |

Legenda
| Recorde mundial       | Recorde mundial (World record)               |                       | Recorde africano                      | Recorde africano (African) |                                           | Q | Classificado por posição (Qualified) |
| Recorde do campeonato | Recorde do campeonato (Championship record)  | Recorde da América    | Recorde da América (Americas)         | q                          | Classificado por melhor tempo (Qualified) |   |                                      |
| Melhor marca do ano   | Melhor marca do ano (World leading)          | Recorde asiático      | Recorde asiático (Asian)              | DNS                        | Não largou (Did not start)                |   |                                      |
| Recorde nacional      | Recorde nacional (National record)           | Recorde europeu       | Recorde europeu (European)            | DNF                        | Não terminou (Did not finish)             |   |                                      |
| Recorde pessoal       | Recorde pessoal do atleta (Personal best)    | Recorde da Oceania    | Recorde da Oceania (Oceania)          | DSQ / DQ                   | Desclassificado (Disqualified)            |   |                                      |
| Recorde da temporada  | Recorde da temporada do atleta (Season best) | Recorde sul-americano | Recorde sul-americano (South America) | NM                         | Sem marca (No mark)                       |   |                                      |